# Perca flavescens
Perca flavescens és una espècie de peix de la família dels pèrcids i de l'ordre dels perciformes que habita a Nord-amèrica.Els mascles poden assolir els 50 cm de longitud total i els 1.910 g de pes.
P. flavescens s'alimenta principalment d'insectes, peixos petits (alevins), ous i crustacis. La seva dieta varia molt segons la seva mida.Esox lucius és un dels principals depredadors dels adults de P. flavescens. En ser més petit, té molts depredadors, entre aquests individus més grans de la seva pròpia espècie.
Un estudi científic (1990) va revelar que aquesta espècie (com Lepomis gibbosus i un silúrid autòcton, o els salmònids joves) creix més i més ràpid en embassaments creats per preses de castors que en un entorn comparable sense castors.